# Jiří Saňák
Jiří Saňák (* 14. května 1978 Ústí nad Orlicí) je český fotbalový trenér, který na počátku sezóny 2024/25 trénoval český klub FK Pardubice.
Mezi lety 2018 a 2024 působil jako asistent trenéra Václava Jílka v Sigmě Olomouc a pražské Spartě.

## Klubová kariéra
V roce 1994 přestoupil do německého Unionu Berlín. V sedmnácti letech mu byla diagnostikována rakovina, Saňákovi byl dáván rok života. Přežil, při operacích mu byla odstraněna klíční kost a lopatka, a s hráčskou kariérou musel skončit.

## Trenérská kariéra
Ve 22 letech začal Saňák trénovat dorostenecké týmy Sigmy Olomouc, následně působil také v akademii pražské Slavie či Baníku Ostrava.
V letech 2008–2009 působil Saňák jako asistent trenéra Jaroslava Hřebíka u české reprezentace do 18 let. Během jarní části sezóny 2008/09 působil jako asistent na lavičce Baníku Sokolov a následující dvě sezóny strávil v rodném Ústí nad Orlicí. Od léta 2011 působil v mládeži Mladé Boleslavi. V roce 2012 vyhrál s juniorkou turnaj CEE Cup. V letech 2013–2014 dělal asistenta trenérům Miroslavu Koubkovi a Pavlu Hoftychovi u reprezentace do 19 let.
V červenci 2015 se Saňák stal asistentem trenéra Jaroslava Šilhavého v Jablonci, zároveň působil jako asistent Martina Svědíka u české reprezentace do 20 let. V létě 2016 se vrátil do Mladé Boleslavi, kde se stal šéftrenérem mládeže.
V listopadu 2017 se stal asistentem Winfrieda Schäfera v íránském Esteghlalu.
V září 2018 se vrátil do Česka, působil jako asistent Václava Jílka u Sigmy Olomouc, se kterým v roce 2019 převzal pražskou Spartu. Po půlroce byli z pražského klubu odvoláni a Saňák byl v červnu 2020 pověřen vedením rezervy Slovácka v MSFL.
V květnu 2021 se společně s Jílkem vrátil do olomoucké Sigmy. Po povedené sezóně, kdy skončila Sigma na deváté příčce v české nejvyšší soutěži, mělo o Saňáka zájem vedení prvoligových Pardubic, Olomouc ale svého asistenta neuvolnila. Ligovou premiéru v roli hlavního trenéra si Saňák odbyl v listopadu 2022, kdy na lavičce Sigmy zastoupil nemocného Václava Jílka při domácím vítězství 3:0 nad Jabloncem. V únoru 2024 byl po výsledkové mizérii odvolán trenér Jílek a Saňák převzal olomoucký A-tým jako dočasný trenér do konce sezóny. Olomouc vedl v deseti ligových zápasech, vyhrál pouze dva. V létě 2024 klub opustil.
V květnu 2024 se Saňák stal hlavním trenérem prvoligových Pardubic.